# Medvedkovo
Medvedkovo (in russo Медведково?) è il capolinea nord della Linea Kalužsko-Rižskaja, la linea 6 della Metropolitana di Mosca. Fu inaugurata il 30 settembre 1978 e fu costruita secondo il classico design a tre arcate.
Gli architetti furono Nina Aleshina, Samoilova, e Volovich. Medvedkovo presenta pilastri ricoperti in marmo rosato e strisce di acciaio inox. Le mura esterne della stazione sono ricoperte in marmo rosso mentre i triangoli che chiudono la costruzione sono in alluminio anodizzato con targhe di M.N. Alekseev che ritraggono la vita selvaggia del Nord.
Gli ingressi della stazione sono situati su entrambi i lati di Ulica Širokaja, a occidente di Ulica Grekova.